# Kanton Marseille-Verduron
Kanton Marseille-Verduron (fr. Canton de Marseille-Verduron) je francouzský kanton v departementu Bouches-du-Rhône v regionu Provence-Alpes-Côte d'Azur. Tvoří ho část města Marseille a zahrnuje části městských obvodů 15 a 16.

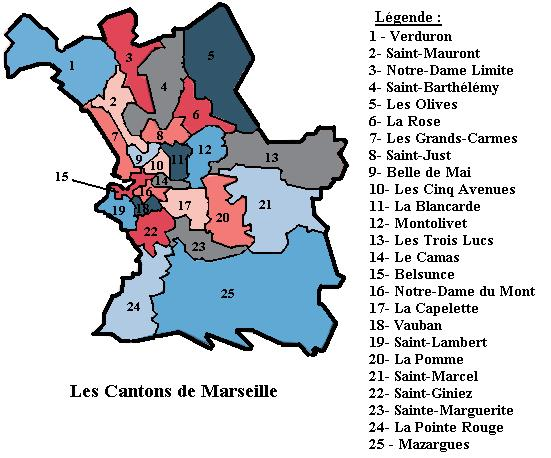
Kantony města Marseille